# Манреса
Манреса (шп. Manresa) град је у Шпанији у аутономној заједници Каталонија у покрајини Барселона. Према процени из 2008. у граду је живело 75.053 становника.

## Становништво
Према процени, у граду је 2008. живело 75.053 становника.
| 1981.  | 1991.  | 2001.  |
| ------ | ------ | ------ |
| 67.014 | 66.320 | 63.981 |